# ملبیو (ترانه کیم پتراس)
«ملیبو» (به انگلیسی: Malibu) ترانه‌ای از خواننده-ترانه‌پرداز آلمانی کیم پتراس می‌باشد که در ۷ مهٔ سال ۲۰۲۰ به‌عنوان تک‌آهنگ منتشر شد.

## موزیک ویدئو
پتراس یک موزیک ویدئوی «در خانه» در ۱۱ مهٔ سال ۲۰۲۰ منتشر کرد که طی قرنطینهٔ دنیاگیری کووید-۱۹ فیلم‌برداری شده‌بود، در این موزیک ویدئو پاریس هیلتون، پاریس هیلتون، جاناتان ون نس، مادلین پچ، تادریک هال، پابلو ویتار، جسی جی، چارلی ایکس‌سی‌ایکس، الی اند ای‌جی، اسکات هوینگ، اکوآریا، لورن گری، نیکیتا دراگون، آماندا لیپوره، دوریان الکترا، بوئن ینگ، اسلیتر، تدی کوئینلیوان حضور داشته‌اند.